# Муцамуду
Мутсамуду, или Муцамуду (фр. Mutsamudu) — второй по количеству жителей город Комор, основан в 1482 году.. Также является центром и самым большим городом острова Ндзуани (Анжуан). В Муцамуду родились президент Комор Ахмед Абдалла Самби, премьер-министр Ахмед Абду, политик и государственный деятель Бахиат Массунди.
В городе расположены морской порт, древняя цитадель, много магазинов на узких улицах.
Климат в городе морской тропический. Средний диапазон температур — от 27 °C до 32 °C. Самый жаркий период (лето) начинается в декабре и заканчивается в апреле.